# Jüdische Gemeinde Obrigheim
Die jüdische Gemeinde Obrigheim in der Gemeinde Obrigheim im rheinland-pfälzischen Landkreis Bad Dürkheim bestand von der zweiten Hälfte des 17. Jahrhunderts bis zum Jahr 1904.

## Geschichte
Erstmals urkundlich erwähnt werden auf dem Gebiet von Obrigheim lebende Juden in der zweiten Hälfte des 17. Jahrhunderts. Zur jüdischen Gemeinde zählten auch die jüdischen Einwohner von Albsheim. Bis in die Mitte des 19. Jahrhunderts stieg die Zahl der Mitglieder der jüdischen Gemeinde stetig an und erreichte 1848 ihren höchsten Stand. Ab dann kam es zu Ab- und Auswanderungen. 1903 war die Zahl der Mitglieder bis auf 16 zurückgegangen. Die verbliebenen Einwohner beantragten die Auflösung der Gemeinde und ab dem 1. Januar 1904 gehörten die jüdischen Einwohner dann zur Kultusgemeinde Grünstadt.

## Entwicklung der jüdischen Einwohnerzahl
| Jahr | Juden | Jüdische Familien | Bemerkung                              |
| ---- | ----- | ----------------- | -------------------------------------- |
| 1802 | 60    |                   | 13 Prozent der Einwohner von Obrigheim |
| 1810 |       | 12                |                                        |
| 1825 | 83    |                   | 15 Prozent der Einwohner von Obrigheim |
| 1848 | 97    |                   |                                        |
| 1875 | 53    |                   |                                        |
| 1900 | 12    |                   |                                        |
| 1903 | 16    |                   |                                        |

Quelle: alemannia-judaica.de; jüdische-gemeinden.de

## Einrichtungen

### Synagoge
Die Synagoge in Obrigheim wurde im Jahr 1837 in der Hauptstraße 20 (heutige Hauptstraße 44) errichtet. Nach der Auflösung der Gemeinde im Jahr 1904 kam sie in den Besitz der Kultusgemeinde Grünstadt, die das Gebäude an einen Privatmann verkaufte. In den folgenden Jahren wurde sie als Turnhalle genutzt und im Ersten und im Zweiten Weltkrieg als Gefangenenlager. Ab 1948 wurden in ihr für einige Jahre katholische Gottesdienste abgehalten. 1971 erfolgte dann ein neuerlicher Verkauf und 1972 der Abriss des Gebäudes.

### Friedhof
Bis die jüdische Gemeinde um 1870 einen eigenen jüdischen Friedhof errichtete, wurden die Toten auf dem  jüdischen Friedhof in Grünstadt bestattet.

### Schule
Ein eigenes Schulgebäude stand den Einwohnern von Obrigheim nicht zur Verfügung. Vermutlich gab es allerdings einen Raum, in dem der Unterricht stattfand.

### Mikwe
Aus einer Vermögensaufstellung, die anlässlich der Auflösung der Gemeinde und deren Anschluss an die jüdische Gemeinde Grünstadt erstellt wurde, geht hervor, dass die Gemeinde über eine Mikwe verfügte.

## Bedeutende Persönlichkeiten aus Obrigheim
Berühmtester Sohn der jüdischen Gemeinde Obrigheim ist Moses Alexander, der 1867 in die USA emigrierte und 1914, mit seiner Wahl zum Gouverneur von Idaho, zum ersten jüdischen Gouverneur eines Bundesstaates in den USA wurde.

## Opfer des Holocaust
Das Gedenkbuch – Opfer der Verfolgung der Juden unter der nationalsozialistischen Gewaltherrschaft 1933–1945 und die Zentrale Datenbank der Namen der Holocaustopfer von Yad Vashem führen vier Mitglieder der jüdischen Gemeinschaft Obrigheim (die dort geboren wurden oder zeitweise lebten) auf, die während der Zeit des Nationalsozialismus ermordet wurden.
| Name    | Vorname           | Todeszeitpunkt    | Alter     | Ort des Todes                 | Bemerkung | Quellen |
| ------- | ----------------- | ----------------- | --------- | ----------------------------- | --- | --- |
| Dreyfuß | Johanna           | 15. Oktober 1944  | 56 Jahre  | Konzentrationslager Auschwitz | Am 7. März 1939 Emigration in die Niederlande. 1943 Inhaftierung im Durchgangslager Westerbork. Am 21. April 1943 Deportation ab Hollandsche Schouwburg in Amsterdam nach Ghetto Theresienstadt (Transport XXIV/1 / Deportationsnummer im Zug: 145). Deportation am 12. Oktober 1944 von Ghetto Theresienstadt nach Konzentrationslager Auschwitz (Transport Eq / Deportationsnummer im Zug: 1306) | Yad Vashem (Datenbank, Datensatz Nr. 4233046, Nr. 11489911 und Nr. 4908784) / Gedenkbuch für die Opfer der NS-Judenverfolgung in Deutschland |
| Koppel  | Elisa (Elisabeth) | unbekannt         | unbekannt | Ghetto Izbica                 | Deportation ab Koblenz am 22. März 1942 nach Ghetto Izbica | Yad Vashem (Datenbank, Datensatz Nr. 11565980) / Gedenkbuch für die Opfer der NS-Judenverfolgung in Deutschland                              |
| Scheuer | Rosalie Scheuer   | 9. September 1942 | 83 Jahre  | Ghetto Theresienstadt         | Deportation ab Frankfurt am Main am 18. August 1942 nach Ghetto Theresienstadt | Yad Vashem (Datenbank, Datensatz Nr. 11527873) / Gedenkbuch für die Opfer der NS-Judenverfolgung in Deutschland                              |
| Schmal  | Sara Schmal       | unbekannt         | unbekannt | Konzentrationslager Auschwitz | Deportation 1943 nach Konzentrationslager Auschwitz | Yad Vashem (Datenbank, Datensatz Nr. 11626592) / Gedenkbuch für die Opfer der NS-Judenverfolgung in Deutschland                              |